# Podróż apostolska Jana Pawła II do Turcji
4. podróż apostolska Jana Pawła II – podróż zagraniczna papieża Jana Pawła II w dniach 28 – 30 listopada 1979 roku, podczas której papież odwiedził Turcję.
Pielgrzymka trwała 60 godzin. Papież przebył około 3800 km i wygłosił 12 oficjalnych przemówień.
Głównym celem wizyty był dialog ekumeniczny z Patriarchatem Konstantynopolitańskim oraz przewodniczenie delegacji kościoła rzymskokatolickiego na uroczystość św. Andrzeja w katedrze św. Jerzego w Stambule.
Od 1969 delegacje Patriarchatu Konstantynopolitańskiego i Kościoła rzymskokatolickiego składają sobie nawzajem wizyty z okazji świąt swoich patronów – 29 czerwca w Rzymie (uroczystość świętych Piotra i Pawła) oraz 30 listopada w Konstantynopolu (uroczystość św. Andrzeja). 
Podczas wizyty papieżowi towarzyszyły ścisłe środki bezpieczeństwa. W pobliże papieża dopuszczano jedynie oficjalnych gości. Podczas zwiedzania Hagia Sophia doszło do incydentu, kiedy to w niedalekiej odległości od papieża agenci tureckiej ochrony przewrócili na ziemię fotoreportera i wymierzyli w niego pistolety maszynowe. Odwołano również planowany przejazd kolumny papieskiej z Efezu do Izmiru oraz nie wyrażono zgody na wizytę w polskiej wsi Polonezköy (Adampol).

## Program pielgrzymki
Przebieg pielgrzymki był następujący: 

### 28 listopada 1979
- powitanie przez prezydenta Turcji Fahri Korutürka, pronuncjusza apostolskiego arcybiskupa Salvatore Asta na lotnisku w Ankarze
- wizyta w pałacu prezydenckim Çankaya Köşkü w Ankarze
- złożenie kwiatów mauzoleum Mustafy Kemala Atatürk w Ankarze
- spotkanie z korpusem dyplomatycznym w Szklanej Willi (Camlı Köşk) na terenie pałacu prezydenckiego Çankaya Köşkü w Ankarze
- spotkanie z prezydentem Turcji Fahri Korutürkiem oraz premierem Turcji Süleymanem Demirelem w pałacu prezydenckim Çankaya Köşkü w Ankarze
- udział w uroczystym przyjęciu wydanym przez ministra spraw zagranicznych Hayrettina Erkmena w pałacu prezydenckim Çankaya Köşkü w Ankarze

### 29 listopada 1979
- spotkanie ze wspólnotą katolicką Ankary w kaplicy św. Pawła na terenie ambasady włoskiej w Ankarze
- powitanie przez kilkudziesięciu przywódców religijnych oraz duchownych różnych wyznań i narodowości,  ekumenicznego patriarchę Konstantynopola Dymitra I,  metropolita Chalcedonu Melitona,  metropolitę Miry Licejskiej Chryzostoma, ormiańskiego patriarchy Konstantynopola Shenorka Kaloustiana, biskupa Sahana Sivaciana, ormiańskiego patriarchę Jerozolimy Jegisze Derderiana, biskupa Syryjskiego Kościoła Ortodoksyjnego Samuela Akdemira, oraz członkówi Konferencji Episkopatu Turcji przewodniczącego biskupa Gauthiera Pierre'a Georgesa Antoine'a Dubois, wiceprzewodniczącego archieparchę Konstantynopola biskupa Hovhannesa Tcholakiana, archieparchę Diyarbakıru kościoła chaldejskiego arcybiskupa Paula Karatasa, archimandrytą obrządku syryjskiego Thomasem Varsamisem oraz wikariusza patriarchalnego obrządku syryjskiego biskupa Yusufem Sağa, na lotnisku w Stambule
- spotkanie z ministrem spraw zagranicznych Hayrettinem Erkmenem w Pałacu Gwiazd w Stambule
- zwiedzanie pałacu Topkapı w Stambule
- zwiedzanie Hagia Sophia w Stambule
- wspólna modlitwa  w katedrze św. Jerzego, z udziałem wszystkich hierarchów Patriarchatu Konstantynopolitańskiego, członków Świętego Synodu, metropolitów i arcybiskupów prawosławnych z innych krajów oraz członków korpusu dyplomatycznego, w dzielnicy Fanarion w Stambule
- spotkanie z ekumenicznym patriarchą Konstantynopola Dymitrem I w siedzibie Patriarchatu Ekumenicznego w dzielnicy Fanarion w Stambule
- msza z udziałem archieparchy Konstantynopola obrządku ormiańskiego biskupa Hovhannesa Tcholakiana, kardynała Agostino Casaroliego, Johannesa Willebrandsa, arcybiskupem Salvatorem Astą, arcybiskupem Mario Brini, arcybiskupem Jacquesem Martinem, w katedrze św. Jana Chryzostoma w Stambule
- uroczystość ekumeniczna w katedrze Ducha Świętego w Stambule
- spotkanie z przedstawicielami wyznań niekatolickich oraz religii niechrześcijańskich w sali recepcyjnej katedry Ducha Świętego w Stambule
- spotkanie z ekumenicznym patriarchą Konstantynopola Dymitrem I i ormiańskim patriarchą Konstantynopola Shenorkiem Kaloustianem w siedzibie nuncjusza apostolskiego w Stambule

### 30 listopada 1979
- spotkanie z polonią, w tym mieszkańcami polskiej wsi Adampol, w siedzibie nuncjusza apostolskiego w Stambule
- Boska Liturgia według formularza św. Jana Chryzostoma, odprawiana ku czci św. Andrzeja Apostoła wraz z ekumenicznym patriarchą Konstantynopola Dymitrem I, w katedrze św. Jerzego w Stambule
- podpisanie deklaracji o rozpoczęciu oficjalnego dialogu teologicznego z ekumenicznym patriarchą Konstantynopola Dymitrem I w katedrze św. Jerzego w Stambule
- modlitwa w ruinach bazyliki Najświętszej Panny Maryi w Efezie
- msza dla 500 osób przed Domem Marii Dziewicy w Efezie
- pożegnanie na lotnisku w Izmirze